# Ignalinská jaderná elektrárna
Ignalinská jaderná elektrárna (litevsky Ignalinos atominė elektrinė), uzavřená od roku 2009, leží u litevského města Visaginas vystavěného současně s elektrárnou. Elektrárna je pojmenována podle relativně vzdáleného města Ignalina (silniční vzdálenost přes 40 km). V lokalitě se nacházejí dva reaktory sovětské konstrukce typu RBMK 1500.

## Historie a technické informace
Příprava stavby elektrárny byla započata v roce 1974, samotná výstavba pak začala v březnu 1978. 31. prosince 1983 byl kolaudován výrobní blok č. 1 a současně byla zahájena výstavba třetího bloku. V roce 1986 měl být zahájen provoz bloku č. 2, ale v důsledku havárie jaderné elektrárny Černobyl, která má podobnou konstrukci, byla výroba elektřiny v tomto bloku zahájena až 20. srpna 1987. V důsledku havárie v Černobylu byla také dočasně zastavena výstavba třetího výrobního bloku, v roce 2004 byl vyřazen z provozu 1. reaktor typu RBMK-1500. 2. blok byl odstaven roku 2009.

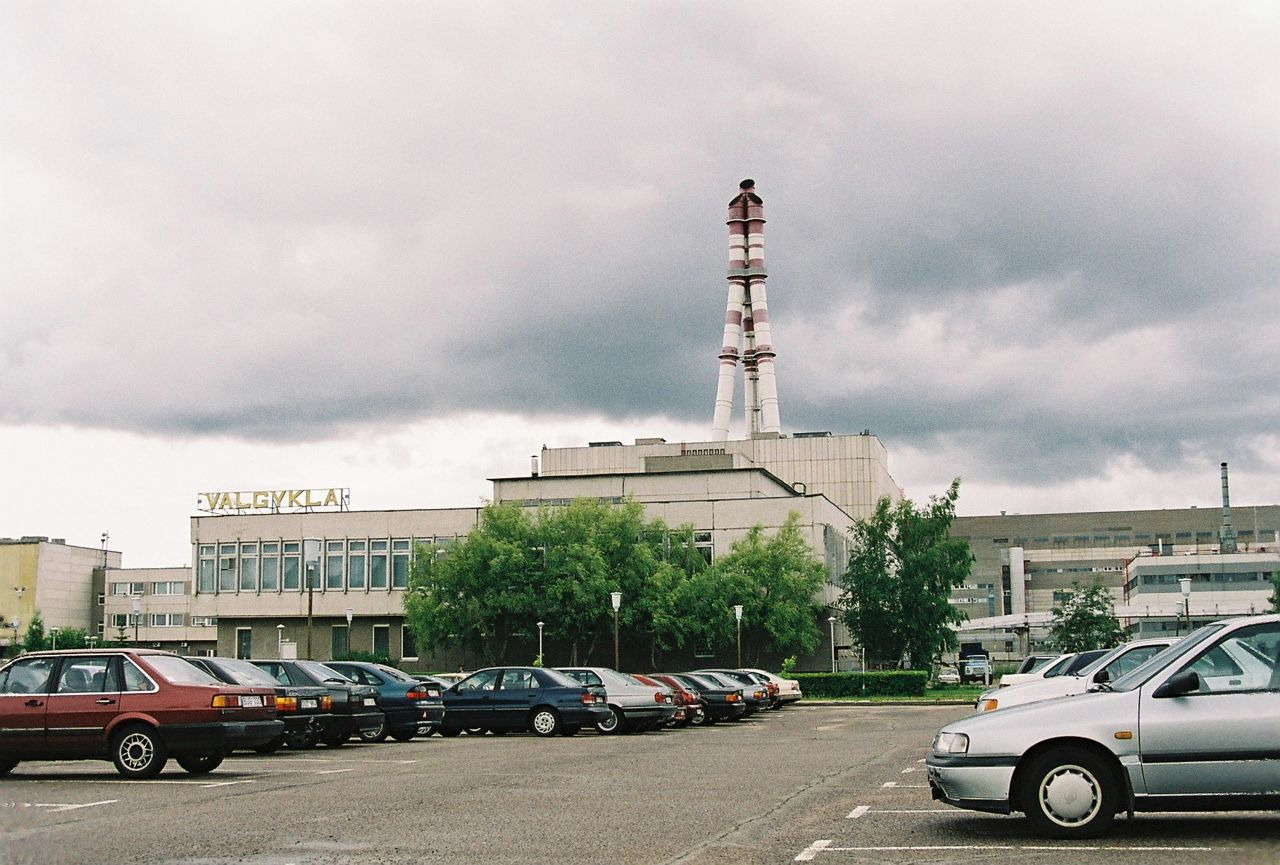
Blok 1

Na základě smlouvy o vstupu Litvy do Evropské unie byl 31. prosince 2004 zastaven provoz prvního bloku elektrárny. Dne 31. prosince 2009 byl uzavřen druhý blok.
Během likvidačních prací na reaktorech elektrárny došlo v říjnu roku 2010 k nehodě. Při promývání chladicího systému uniklo asi 300 tisíc litrů husté suspenze obsahující radioizotopy do strojovny a odtud část do půdy v okolí elektrárny.
Běloruští vědci se domnívají, že kontaminace se rozšířila až na území Běloruska. Oba státy mají v blízké době v plánu stavět jaderné elektrárny – Litva potřebuje náhradu za Ignalinu a Bělorusko zprovoznilo vůbec první jadernou elektrárnu. Dva velké energetické zdroje v oblasti si budou jistě velmi konkurovat, a proto může být obvinění z Běloruské strany jen snahou o znevýhodnění Litevců.

### Reaktory

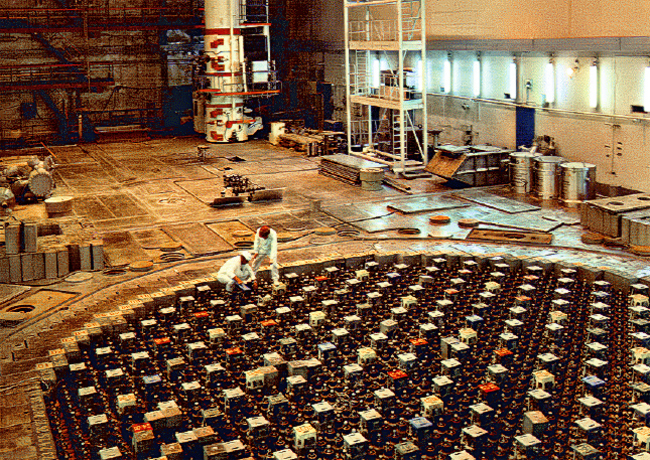
Palivové tyče reaktoru RBMK v Ignalině

Použitý typ reaktoru RBMK-1500 je podobný reaktoru, který havaroval v roce 1986 v Černobylu (RBMK-1000). Tyto typy reaktorů postrádají ochranný železobetonový kontejnment. Reaktor RBMK-1500 je nejvýkonnější realizovaná verze RBMK reaktoru na světě.

### Technické údaje
Tepelný výkon reaktoru je 4800 MW, každý výrobní blok má jeden reaktor a dva turbogenerátory, každý o elektrickém výkonu 800 MW. Výstupní instalovaný elektrický výkon jednoho bloku elektrárny je 1500 MW. Druhý blok elektrárny v roce 2007 vyrobil 9074,846 GWh elektrické energie, což činilo cca 64 % veškeré elektřiny vyrobené v Litvě. Rekordní výroby tohoto bloku bylo dosaženo v roce 2005: 9544,084 GWh.

### Budování nové elektrárny a alternativní scénáře
Podle původního plánu mělo být využito již vybudované infrastruktury a nová elektrárna měla stát v blízkosti té původní. Nejprve vzhledem ke špatné ekonomické situaci začala Litva hledat strategické partnery pro stavbu jaderné elektrárny a spolu s Polskem a ostatními pobaltskými zeměmi plánovala stavbu elektrárny na stejném místě. Byl vyhlášen tendr s cílem získat investora, ale v roce 2010 z něj vystoupil jediný účastník, japonská TEPCO. V sousední Kaliningradské oblasti zatím ruská státní společnost Rosatom staví moderní elektrárnu se dvěma VVER bloky. Projekt je znám pod názvem "Baltská elektrárna". Další jaderná elektrárna se nachází v Bělorusku, stavěli ji také Rusové. V okolí Litvy tedy rostou dva velké energetické zdroje, čímž její vlastní projekt ztrácí na smysluplnosti.

### Zajímavosti
Stanice HBO v prostorách této elektrárny natáčela seriál Černobyl. Exteriéry elektrárny však byly digitálně upraveny.

## Galerie

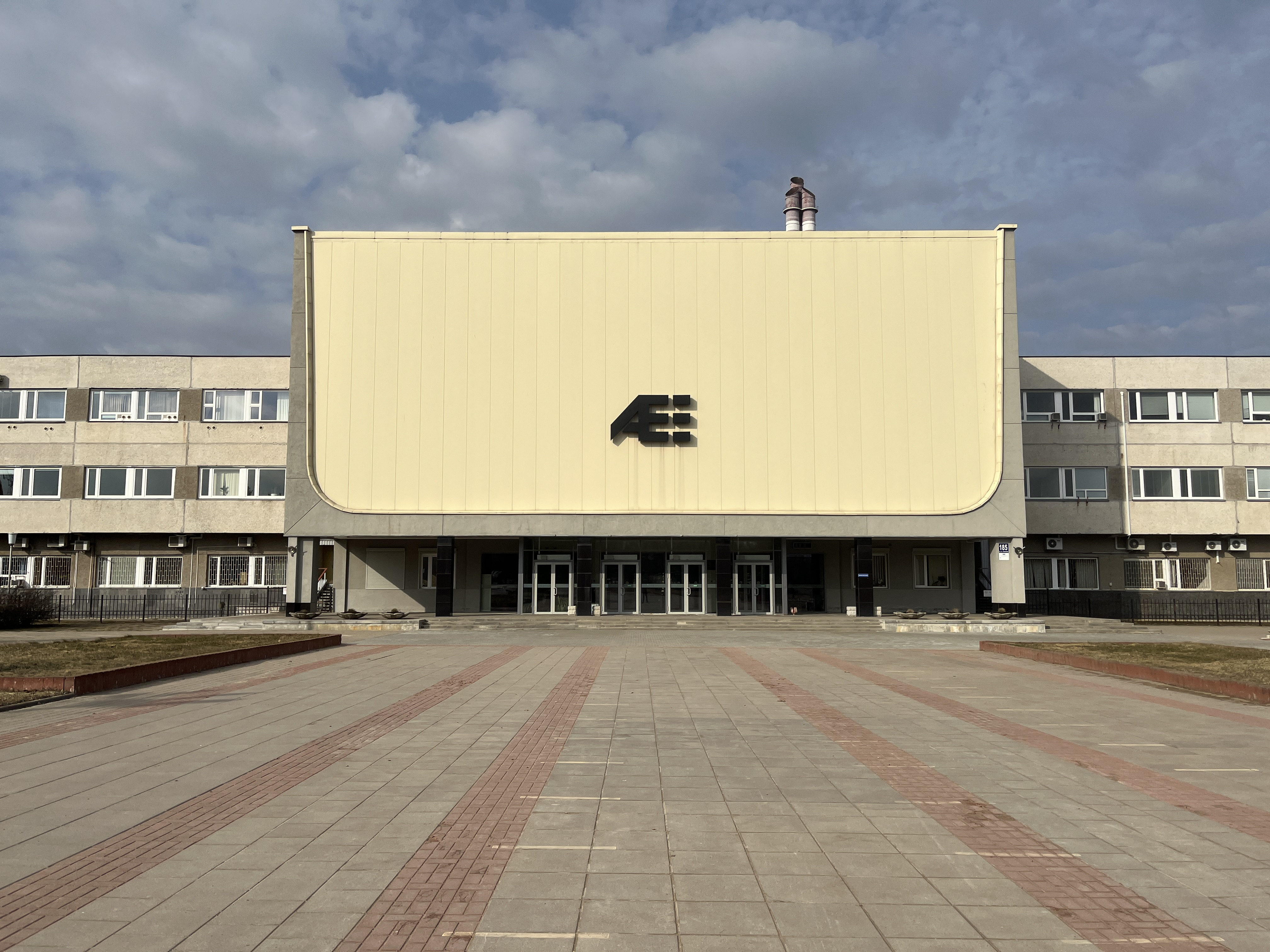
Vstup do elektrárny v roce 2024
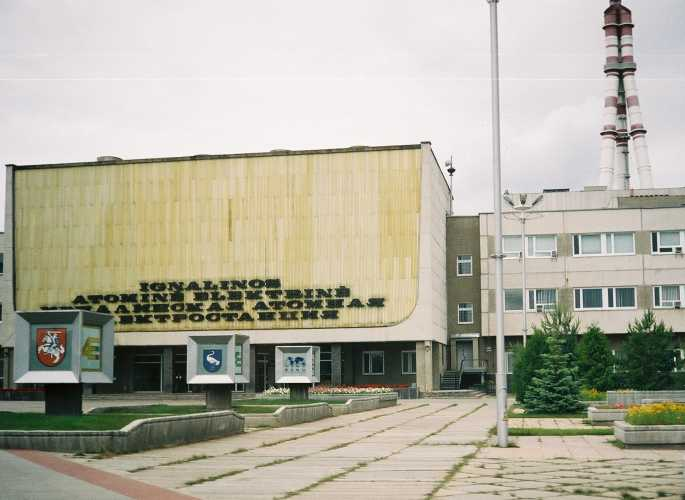
Vstup do elektrárny v roce 2004
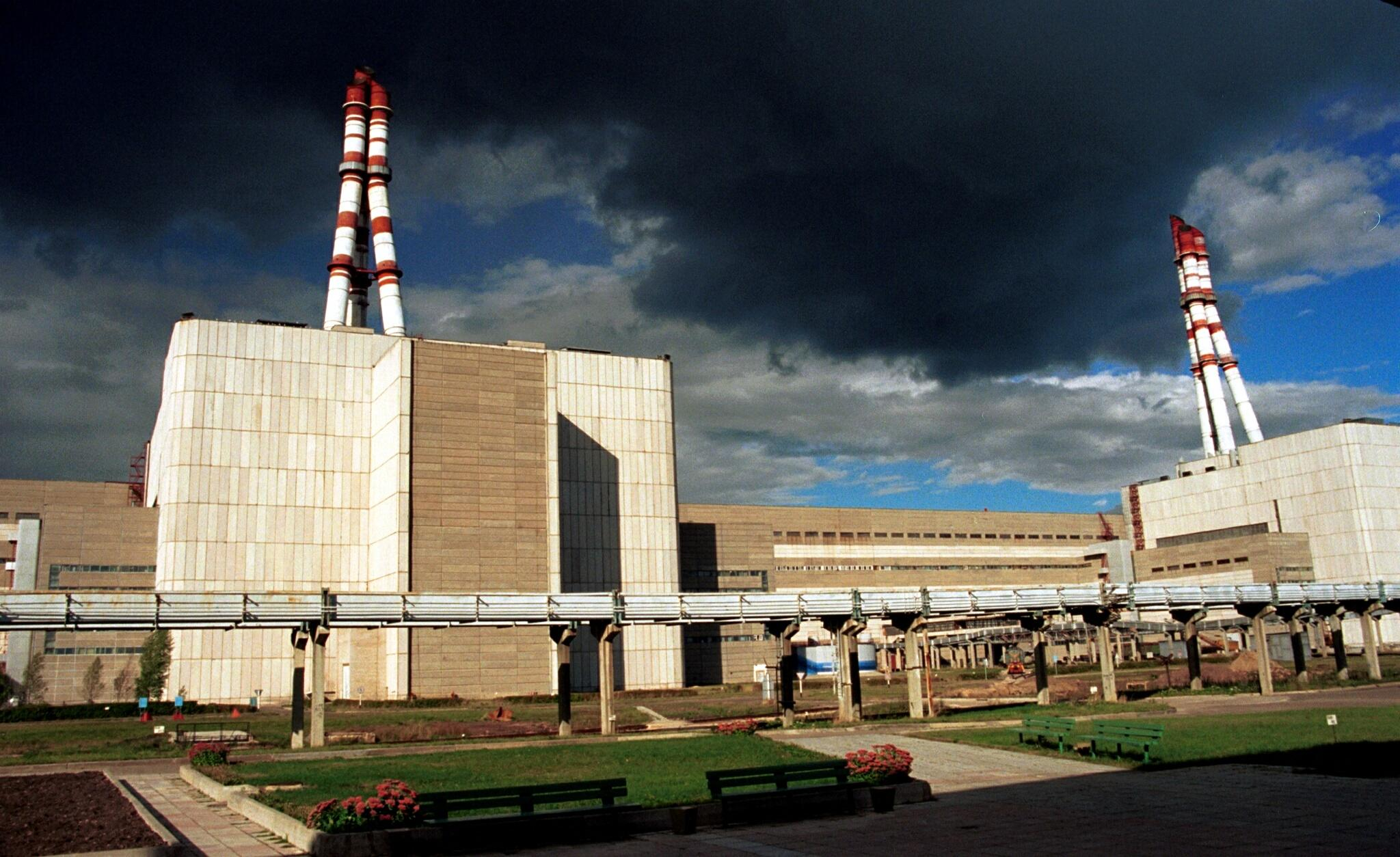
Jaderná elektrárna Ignalina

## Informace o reaktorech
| Reaktor    | Typ reaktoru | Výkon   | Výkon   | Zahájení výstavby                   | Připojení k síti                    | Uvedení do provozu                  | Uzavření     |
| Reaktor    | Typ reaktoru | Čistý   | Hrubý   | Zahájení výstavby                   | Připojení k síti                    | Uvedení do provozu                  | Uzavření     |
| ---------- | ------------ | ------- | ------- | ----------------------------------- | ----------------------------------- | ----------------------------------- | ------------ |
| Ignalina-1 | RBMK-1500    | 1185 MW | 1300 MW | 1. 5. 1977                          | 31. 12. 1983                        | 1. 5. 1984                          | 31. 12. 2004 |
| Ignalina-2 | RBMK-1500    | 1185 MW | 1300 MW | 1. 1. 1978                          | 20. 8. 1987                         | 1. 12. 1987                         | 31. 12. 2009 |
| Ignalina-3 | RBMK-1500    | 1380 MW | 1500 MW | 1. 6. 1985                          | Výstavba zrušena 30. 8. 1988        | Výstavba zrušena 30. 8. 1988        |              |
| Ignalina-4 | RBMK-1500    | 1380 MW | 1500 MW | Plán na výstavbu zrušen v roce 1988 | Plán na výstavbu zrušen v roce 1988 | Plán na výstavbu zrušen v roce 1988 |              |